# Isochilus linearis
Isochilus linearis là một loài lan bản địa của México, West Indies, Trung Mỹ và Nam Mỹ.

## Hình ảnh

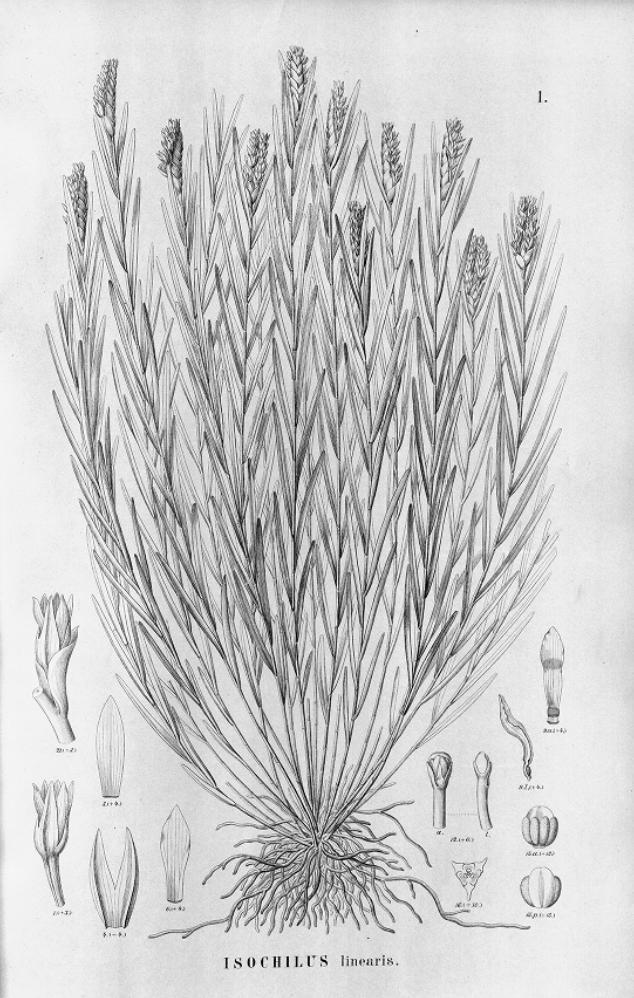